# Хорст (Лауэнбург)
Хорст (нем. Horst) — община в Германии, в земле Шлезвиг-Гольштейн.
Входит в состав района Герцогство Лауэнбург. Подчиняется управлению Лауэнбургише Зеен. Население составляет 236 человек (на 31 декабря 2010 года). Занимает площадь 11,93 км².